# 클라우디오 레이나
클라우디오 레이나(Claudio Reyna, 1973년 7월 20일)는 미국의 전 축구 선수이자 현 축구 경영인으로 현역 시절 미드필더로 활약했으며 1991년 팬아메리칸 게임 금메달리스트이자 FIFA 센추리클럽에 가입되어 있는 17명의 미국 선수 가운데 한명이다.

## 수상
개인
- 2002년 FIFA 월드컵 맨 오브 더 매치 : vs. 독일 (8강전)

## 같이 보기
- A매치 100경기 이상 출전한 축구 선수 명단